# 深圳大学化学与环境工程学院
深圳大学化学与环境工程学院成立于2006年，前身为深圳大学应用化学系（成立于1985年）和深圳大学师范学院化学与生物学系（成立于1995年）。

## 历史沿革
- 1985年，深圳大学建立应用化学系。
- 1995年，深圳大学师范学院建立化学与生物学系。
- 1997年，应用化学系纳入理学院管理[2]。
- 2006年，理学院应用化学系和师范学院化学与生物学系合并组建为化学与化工学院；获批食品科学与工程本科专业，成立食品科学与工程系。
- 2010年，获批环境工程本科专业，成立环境工程系[3]。
- 2012年，获批新能源科学与工程本科专业，成立能源科学与工程系[4]。
- 2015年，6月，学院更名为化学与环境工程学院[5]。
- 2017年，2月，化学与环境工程学院整体搬迁至深圳大学西丽校区（现丽湖校区）[6]。
- 2018年，6月，应用化学本科专业停止招生；7月，化学成为深圳大学第六个进入ESI全球排名前1%行列的学科[7]。
- 2019年，5月，撤销应用化学系，成立大学化学教学部[8]。
- 2021年，3月，环境科学与生态学成为深圳大学第九个ESI全球排名前1%行列的学科[9]；10月，获批化学一级学科博士点及资源与环境专业学位硕士点[10]。
- 2022年，6月，新增化学卓越班招生，实行本研一体化培养[11]。
- 2023年，6月，环境工程本科专业通过国家工程教育专业认证[12]。
- 2024年，1月，深圳大学化学学科进入ESI世界排名前1‰行列，是深大第四个进入ESI世界排名前1‰的学科[13]；9月，获批食品科学与工程一级学科博士点、食品与营养专业学位硕士点[14]。

## 管理团队
| 院长 - 任祥忠 | 党委书记 - 李翠华 |

| 副院长 - 何传新 | 副院长 - 杨波 | 副院长 - 李永亮 | 党委副书记 - 徐晓玲 | 副院长 - 李菊英 | 院长助理 - 刘翼振 |

## 专业设置
| 学系             | 本科专业                        | 硕士专业                                          | 博士专业                   |
| ---------------- | ------------------------------- | ------------------------------------------------- | -------------------------- |
| 化学系           | 化学 - 应用化学 - 卓越班 - 师范 | 化学（学术学位） 化学工程（专业学位）             | 化学（学术学位）           |
| 环境工程系       | 环境工程                        | 环境工程（专业学位）                              | 化学（学术学位）           |
| 能源科学与工程系 | 新能源科学与工程                | 环境工程（专业学位）                              | 化学（学术学位）           |
| 食品科学与工程系 | 食品科学与工程                  | 食品科学与工程（学术学位） 食品与营养（专业学位） | 食品科学与工程（学术学位） |

## 组织机构

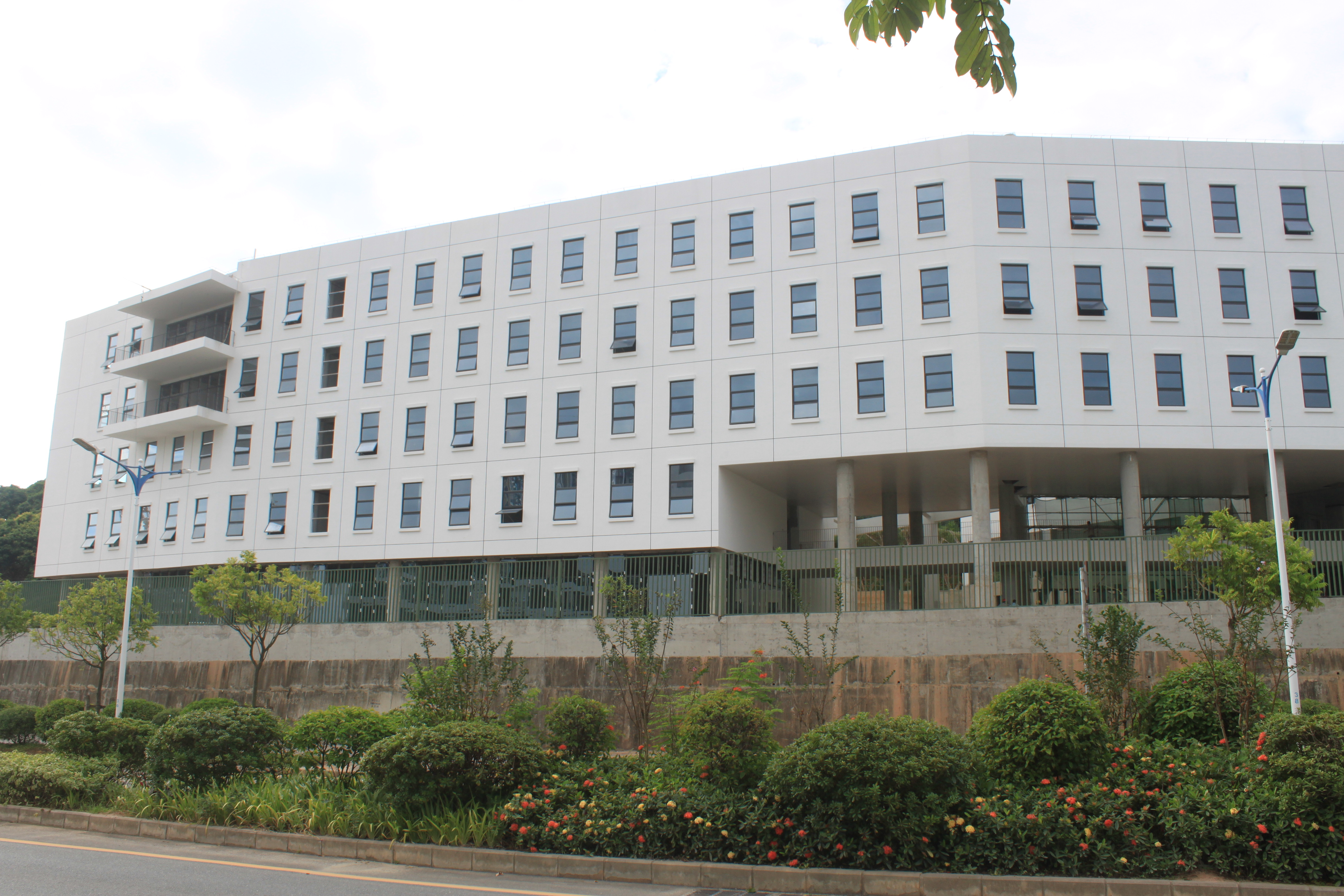
深圳大学化学与环境工程学院位于深圳大学丽湖校区B1楼

### 教学机构
- 化学系
- 环境工程系
- 能源科学与工程系
- 食品科学与工程系
- 大学化学教学部

### 省级教学科研平台
- 广东省化学实验教学示范中心
- 广东省环境工程虚拟仿真实验教学中心
- 广东省柔性可穿戴能源与器件工程技术研究中心
- 国家市场监管重点实验室（粤港澳大湾区水产质量与安全）

### 市级重点实验室
- 深圳市功能高分子重点实验室
- 深圳市新型锂离子电池与介孔正极材料重点实验室
- 深圳市类石墨烯复合锂离子动力电池正极材料工程实验室
- 深圳市环境化学与生态修复重点实验室
- 深圳市纳米生物传感技术重点实验室
- 深圳市食品营养与健康重点实验室
- 深圳市食品大分子科学与加工重点实验室

### 研究中心
- 食品科学与加工研究中心
- 水科学与环境工程研究中心
- 低维材料基因工程研究院
- 深圳大学分子科学国际合作联合研究中心
- 深圳大学大气复合污染控制中心
- 纳米传感与分子诊疗技术研究中心
- 石墨烯及其复合材料研究中心

### 管理委员会
- 学位评定委员会
- 教学指导委员会
- 教授委员会
- 实验室安全管理委员会
- 人力资源委员会
- 学术评价委员会

## 知名学者
- 吴奇：中国科学院院士，高分子物理化学家，香港中文大学荣休伟伦化学讲座教授，深圳大学食品科学与加工研究中心主任、特聘教授[15]。
- 徐坚：复合材料学家，深圳大学特聘教授，国家杰出青年科学基金获得者[16]。
- 李霄鹏：超分子化学和质谱学家，深圳大学“腾讯创始人校友团队”冠名特聘教授，国家杰出青年科学基金获得者[17]。

## 知名院友
工商界
- 谢燕雄—87应用化学，扬光油墨董事长[18]
- 陈一丹—89应用化学，腾讯公司主要创始人之一，终身荣誉顾问，腾讯公益慈善基金会发起人兼荣誉理事长，陈一丹基金会发起人[19]
- 肖阳—89应用化学，珠海飞扬化工有限公司董事长，深圳市石油化工行业协会副会长[18]
- 黄永权—94化学，深圳市高德信通信股份有限公司创始人、总经理[18]

国际组织
- 曾德溪—92应用化学，联合国雇员，曾任深圳特警五大队副大队长，先后前往海地、西非利比里亚执行联合国维和行动[20][21]